# Asnakajewo
Asnakajewo (russisch Азнака́ево; tatarisch Азнакай Aznaqay) ist eine Stadt in der Republik Tatarstan (Russland) mit 34.853 Einwohnern (Stand 14. Oktober 2010).

## Geografie
Die Stadt liegt in den Bugulma-Belebeier Höhen etwa 380 km südöstlich der Republikhauptstadt Kasan an der Sterli (Stjarle), einem linken Nebenfluss des in die Kama mündenden Ik.
Asnakajewo ist der Republik administrativ direkt unterstellt und zugleich Verwaltungszentrum des gleichnamigen Rajons.
Nächstgelegene Eisenbahnstation ist das 34 km entfernte Jutasa an der Strecke Uljanowsk – Tschischmy (– Ufa).

## Geschichte
Asnakajewo entstand als Dorf 1762. Nach der Entdeckung von Erdöllagerstätten 1951 entstand eine Arbeitersiedlung, die 1956 den Status einer Siedlung städtischen Typs und 1987 das Stadtrecht erhielt.
| Jahr | Einwohner |
| ---- | --------- |
| 1939 | 2.725     |
| 1959 | 11.721    |
| 1970 | 21.864    |
| 1979 | 26.721    |
| 1989 | 32.171    |
| 2002 | 35.412    |
| 2010 | 34.853    |

Anmerkung: Volkszählungsdaten

## Kultur und Sehenswürdigkeiten
Asnakajewo besitzt seit 1999 ein Heimatmuseum und seit 1997 die neu errichtete Weiße Moschee (Akmetschet).
Fünf Kilometer von der Stadt entfernt liegt der 334 Meter hohe Berg Tschatyrtau.
Im zehn Kilometer entfernten Dorf Assei befindet sich das Mausoleum eines Ischans aus dem 19. Jahrhundert.

## Wirtschaft
Hauptwirtschaftszweig ist die Erdöl- und Erdgasförderung durch Tatneft (Bereich Asnakajewneft). Daneben gibt es Fahrzeug- und Maschinenbau (Neftemasch, Zulieferer für die Erdölindustrie) sowie Textil- und Lebensmittelindustrie.